# Katja Temnik
Katja Temnik (Celje, 9 settembre 1978) è un'ex cestista slovena.

## Carriera
Ha disputato due stagioni con la Libertas Bologna (2007-08, 2008-09).